# Biblioteka Pedagogiczna w Trzciance
Biblioteka Pedagogiczna w Trzciance jest filią Publicznej Biblioteki Pedagogicznej w Pile.

## Historia
Powstała 1 stycznia 1951 r. jako Pedagogiczna Biblioteka Powiatowa. Skromnych rozmiarów księgozbiór mieścił się w jednym pokoju Powiatowego Ośrodka Doskonalenia Kadr Oświatowych.
W latach 1951–1958 Biblioteka Pedagogiczna wspierana była przez Bibliotekę Pedagogiczną w Poznaniu. W 1959 r. dysponowała już własnym budżetem i mogła finansować swoje wydatki związane z uzupełnianiem zbiorów.
W pierwszej połowie 1954 r. biblioteka otrzymała pomieszczenie w Szkole Podstawowej nr 2. Pomieszczenie to zajmowała przez kolejne siedem lat. Od października 1961 r. biblioteka mieściła się w jednej z sal w Szkole Podstawowej nr 1.
Dopiero w 1972 roku została przeniesiona do lokalu przy ul. Fabrycznej, gdzie mieści się do dzisiaj. W 1999 r. biblioteka otrzymała pierwszy komputer, a dwa lata później następny. Pod koniec 2003 r. dostała komputer wraz z programem SOWA, drukarkę oraz połączenie internetowe.
W grudniu 2005 r. utworzono Internetowe Centrum Informacji Multimedialnej. Dzięki temu biblioteka została doposażona w stoły komputerowe, a także urządzenie wielofunkcyjne.

## Zbiory
Biblioteka w swoich zbiorach oprócz książek posiada czasopisma pedagogiczne, naukowe oraz popularnonaukowe.

### Struktura księgozbioru
- literatura specjalistyczna – 13237 woluminów
- literatura naukowa i popularnonaukowa – 12924 woluminów
- literatura piękna – 1009 woluminów

### Stan liczbowy
| Rok  | Liczba woluminów |
| ---- | ---------------- |
| 1951 | 669              |
| 1961 | 3427             |
| 1971 | 7433             |
| 1981 | 19743            |
| 1991 | 25735            |
| 2001 | 27001            |
| 2005 | 27170            |

## Czytelnicy
Czytelnikami biblioteki w większości są studenci, nie tylko okolicznych, lecz również oddalonych uczelni – z Poznania, Bydgoszczy, Zielonej Góry czy Warszawy.